# Qadesh Barnéa
Qadesh Barnéa (en hébreu קדש ברנע) est une oasis mentionnée dans la Bible hébraïque, notamment en lien avec le récit de l'Exode hors d'Égypte. Le site est identifié à Tell el-Qudeirat, à proximité d'un groupe de sources dans le nord du désert du Sinaï, dans l'ouest du Néguev.

## Archéologie
Tell el-Qudeirat (en) est exploré en 1914 par Leonard Woolley et T. E. Lawrence, puis fouillé par Moshe Dothan (marié à Trude Dothan (en)) en 1956 et par Rudolph Cohen en 1976-1982.
Le site est occupé par périodes pendant l'âge du fer. La première occupation date du Fer I (XIIe – Xe siècle av. J.-C.). Du Xe au VIe siècle av. J.-C., deux ou trois forteresses sont construites. La première est décrite comme une structure ovale. Lorsque les Assyriens dominent la région, une ou deux forteresses rectangulaires sont construites du VIIIe siècle au VIe siècle. Après une phase de destruction très probablement par un incendie à peu près  à l’époque de la prise de Jérusalem par les Babyloniens (587/586), le site est réoccupé à l'époque perse (Ve siècle-IVe siècle) mais il n'est plus fortifié. Des pièces de l’ancienne forteresse sont utilisées pour servir d’habitation. Un sceau portant l'inscription « YHD » est le seul de ce type  à avoir été découvert en dehors des limites de la Judée perse. Il n’y a pas de traces d’occupation à l’époque hellénistique.

## Dans la Bible
Dans la Bible, Qadesh Barnéa se situe dans le désert de Zin (en), une partie du désert de Paran. Il est lié aux sites d'Ein Mishpat et de  Meriba. Ces sources jouent semble-t-il un rôle sacré, d'où le nom de Qadesh (« saint » en hébreu). Dans le récit de l'histoire d’Abraham, Qadesh Barnéa est habité par Amalek. Pendant l'Exode, c'est un des lieux de rassemblement des Israélites. C'est de là que partent les explorateurs, que les Hébreux tentent d'entrer en Canaan et qu'un message est envoyé au roi d'Édom. Myriam, la sœur de Moïse, y est enterrée.

## Dans les Antiquités judaïques
Dans les Antiquités judaïques, Flavius Josèphe n'indique pas Qadesh Barnéa mais Arcé le nom antique de Pétra puis Reqem le nom sémitique de Pétra. Pétra se trouve dans la vallée de Moïse (Wadi Musa) avec à son entrée la source de Moïse (Ain Musa).